# 18-та окрема мотострілецька бригада (РФ)
18-та окрема гвардійська Євпаторійська Червоного прапора мотострілецька бригада (18 ОМСБр, в/ч 27777) — механізоване тактичне формування Збройних сил Російської Федерації, що існувало у 2008—2016 роках. Бригада входила до складу 58-ї загальновійськової армії Південного військового округу.
У 2014 році бригада брала активну участь у російській інтервенції до Криму, а згодом — у війні на Донбасі.
Була розформована в кінці 2016 року, на її основі була розгорнута 42-га мотострілецька дивізія.

## Історія
Бригада сформована 30 грудня 2008 на базі розформованої 42-ї гвардійської мотострілецької дивізії.[джерело?]

### Російська інтервенція до Криму
Військовослужбовець 18 ОМСБр був помічений в участі в інтервенції РФ до Криму.
Опублікований поіменний список військовослужбовців 18-ї ОМСБр(загалом 1097 осіб), які брали участь в захопленні Криму в 2014 році.

### Війна на сході України
Відкриті джерела надають інформацію про участь окремих військовослужбовців, техніки та з'єднань у бойових діях на Донбасі.
18 ОМСБр належала бронетехніка з маркуванням у вигляді білих трикутників.
13 червня 2014 року відбулося перше у війні на Донбасі застосування РСЗВ «Град». Проросійські сили намагалися обстріляти блок-пост 93 ОМБр під Добропіллям, проте влучили в овочесховище неподалік. Бойовики відступили, кинувши пошкоджену установку «Град». За серійним номером установки, тактичним знаком та документами, що були знайдені в бойовій машині, встановлено належність установки до 18 ОМСБр (в/ч 27777). У документах згадується колишній командир батареї — капітан Дмитро Афанасьєв (рос: Дмитрий Афанасьев), що проходив службу у 18 ОМСБр до 2011 р. Покинута бойовиками установка «Град» була знята на марші 11 червня 2014 р. у Луганську у складі конвою з 3-х установок, замаскованих під фургони. Для даних цілей до установки в районі заднього бампера і бортів були наварені додаткові кріплення для тенту.

Трофейна установка 18 ОМСБр, виставлена у Києві. 2016 р.
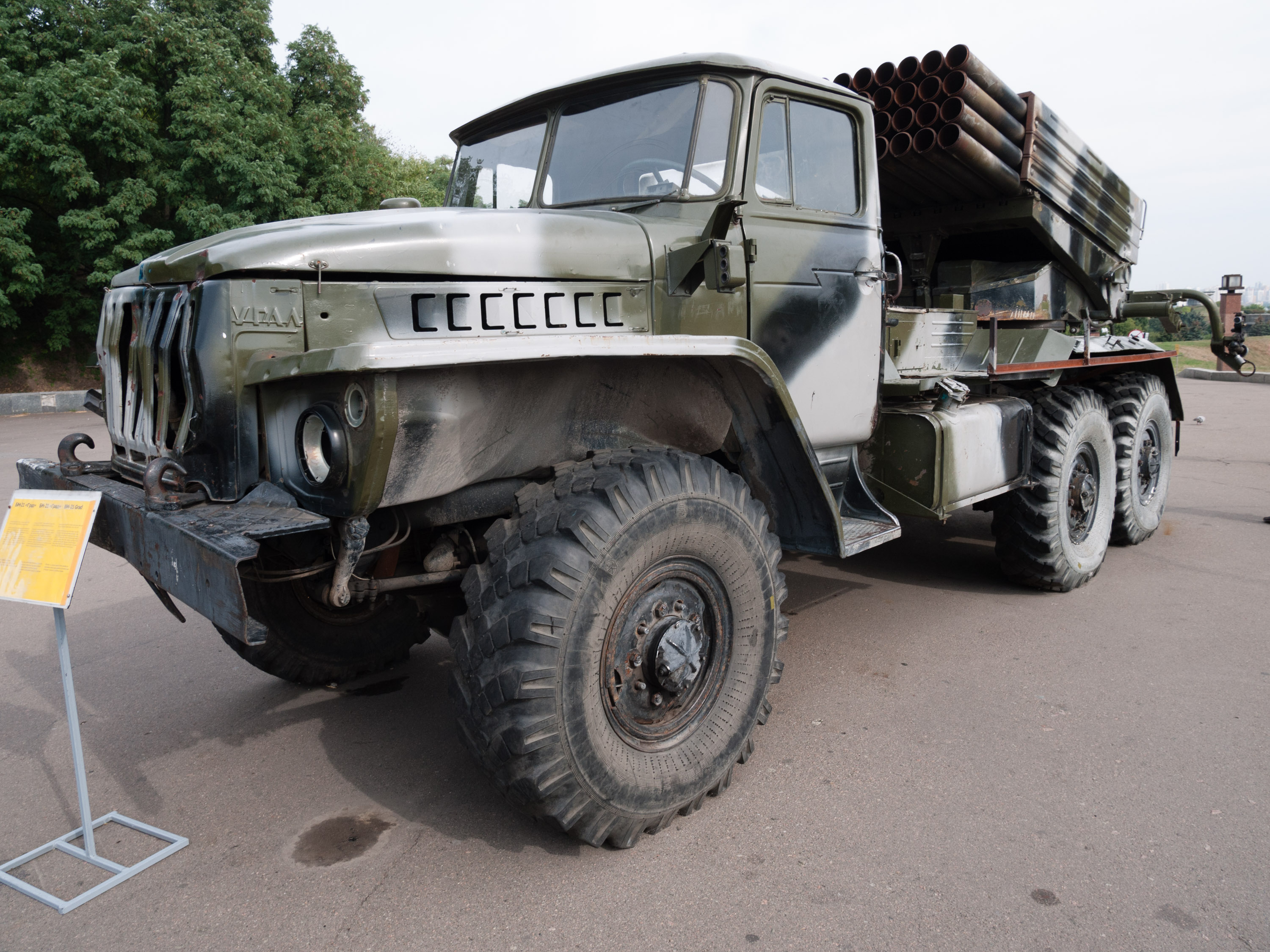
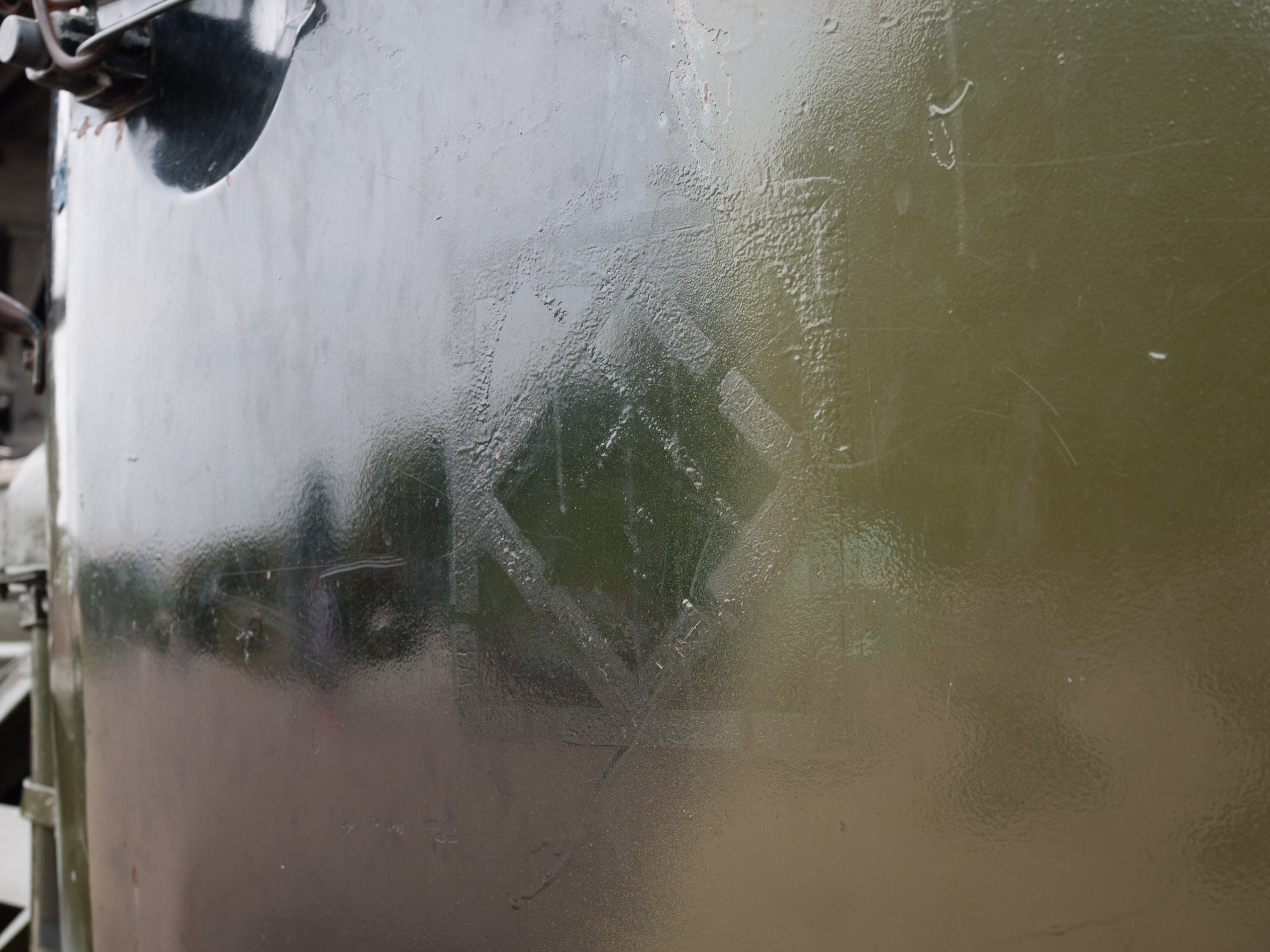
Маркування лівих дверей
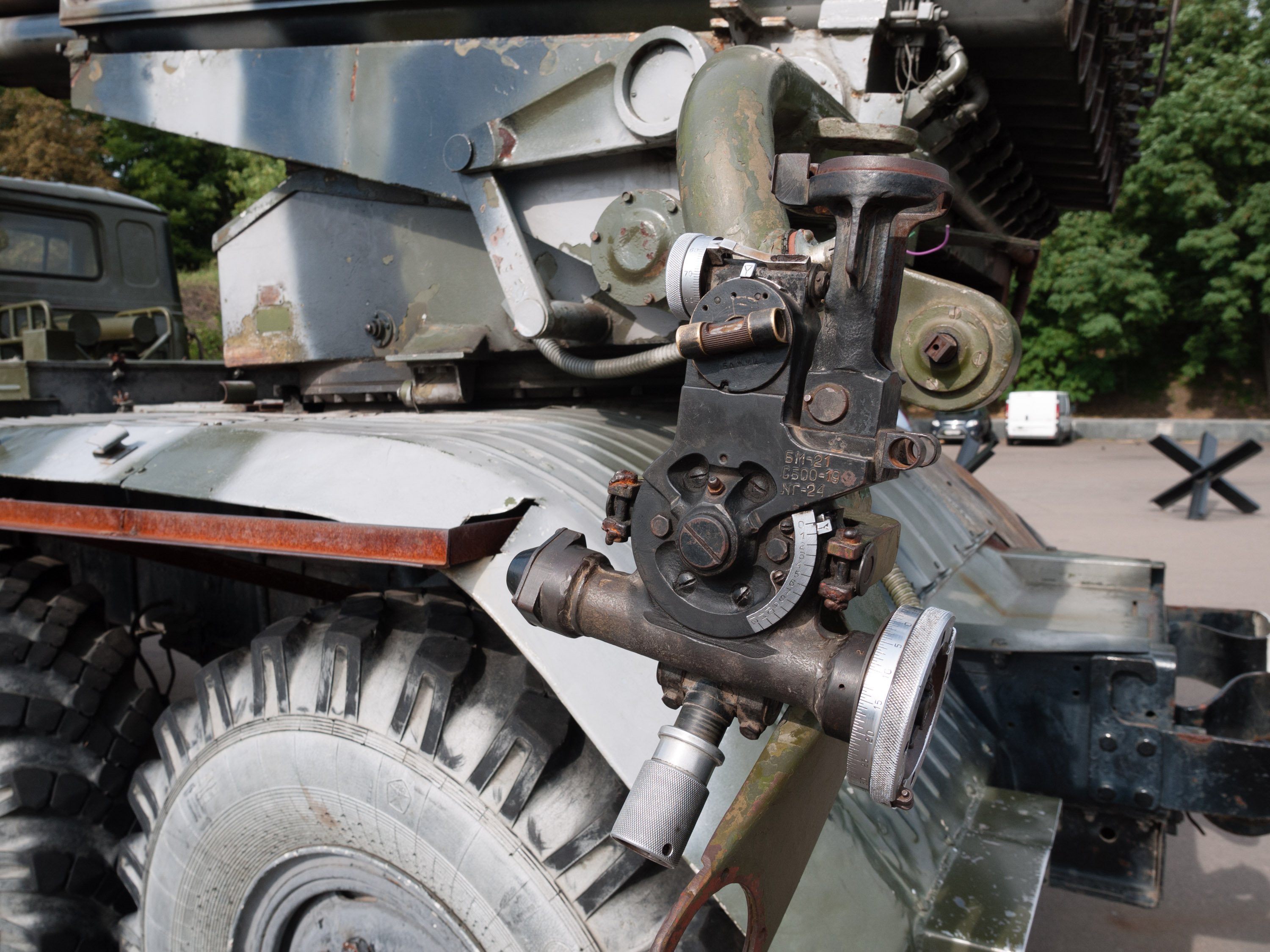
Кріплення для тенту, врізане у крило установки

Артилерія 18 ОМСБр була залучена для артилерійських ударів через державний кордон. За повідомленням хакерів, у документах російського командування було знайдено звіт про поранення 8 військовослужбовців, що 22 липня 2014 року у 3-х кілометрах від кордону вели обстріл українського села Кожевня, і зазнали поранень під час вибуху міномета.
12—13 серпня підрозділи 18 ОМСБр почали вторгнення в Україну. Було захоплено КПП «Маринівка», після чого почалося просування через район населених пунктів Дмитрівка і Степанівка на Сніжне. Не пізніше 16 серпня 2014 року підрозділи 18 ОМСБр перебували в районі с. Дмитрівки Донецької області. На відео військовослужбовці підрозділу рухаються поряд з бронетранспортером БТР-82АМ. 13 серпня 2014 р. під Сніжним було знищено танк Т-72Б бригади.
З відкритих джерел відомо, що полковник 18 ОМСБр Віталій Кульгав'юк брав участь у бойових діях: був помічений на КПП «Маринівка» і у Степанівці. Військовослужбовці 18-ї бригади фіксувалися у Маринівці після закінчення активної фази бойових дій у районі: БТР-82АМ в кінці серпня, снайпер у вересні 2014.
В серпні 2014 року у боях під Новосвітлівкою в Луганській області був знищений БТР-82АМ, винятково російська модифікація бронетранспортера. Аналіз його знімків показав, що він належав розвідувальним підрозділам 18-ї мотострілецької бригади, і мав бортовий номер 052. Відомо про загиблого під Новосвітлівкою військовослужбовця бригади Дениса Хусаїнова.
У серпневих боях під Савур-Могилою 2014 року був зафіксований військовослужбовець батальйону спеціального призначення бригади.
Підрозділи 18 ОМСБр брали участь у боях під Іловайськом. Танк Т-72Б бригади був зафіксований на маршруті виходу українських військ з Іловайська, біля лісопосадки на схід від Новодвірського, південніше Агромічного.
Починаючи з осені 2014 р. військовослужбовці 18 ОМСБр отримують бойові ордени. З відкритих джерел відомо, що майор 18 ОМСБр Тулпар Мусалаєв (рос: Тулпар Мусалаев) та підполковник 18 ОМСБр у грудні 2015 р. отримали звання Героїв Росії.
Після завершення активної фази бойових дій, на окупованих територіях зафіксована участь спецпризначенців батальйону розвідки бригади, її артилеристів і танкістів.
Штаб АТО на брифінгу 11 березня 2015 р. заявив що частини 18 ОМСБр діють в районі м. Донецьк.
В кінці 2016 року в рамках процесу реорганізації окремих бригад Південного військового округу, влилася у відновлену 42-гу гвардійську мотострілецьку дивізію.

## Озброєння
Станом на березень 2014:
- 41 од. Т-72Б3[59]
- 12 од. 2Б26
- 6 од. Торнадо-Г
- 36 од. 2С3 «Акація»
- 18 од. 2С12 «Сані»
- 12 од. МТ-12 «Рапіра»
- 12 од. 9П149 «Штурм-С»
- 6 од. «Стріла-10»
- 4 од. БРДМ-2М
- 6 од. ЗСУ 2С6М «Тунгуска»
- 12 од. ЗРК 9А330 «Тор»
- (бригада переозброюється на БТР-82)

## Командування
- (??? — 2014) Кузовльов Сергій Юрійович

## Втрати
З розслідувань пошуковців, відкритих джерел та публікацій журналістів відомо про деякі втрати 18 ОМСБр в Україні:
Станом на 7 вересня 2014, втрати бригади у війні на сході України становили 29 вбитих та 72 поранених.